# Albert Szent-Györgyi
Albert Szent-Györgyi de Nagyrápolt (Budapest, 16 de septiembre de 1893-Woods Hole, Massachusetts, 22 de octubre de 1986) fue un fisiólogo húngaro, galardonado con el Premio Nobel de Fisiología o Medicina en 1937.
Su padre, Miklós Szent-Györgyi era terrateniente. Su madre, Jozefin, era hija de József Lenhossék y hermana de Mihály Lenhossék, ambos profesores de anatomía en la Universidad de Budapest.
Los trabajos de Szent-Györgyi estuvieron relacionados con la química de la respiración. En la Universidad de Szeged, empleó pimentón como fuente de vitamina C (el L-enantiómero del ácido ascórbico) y se dio cuenta de su actividad contra el escorbuto. Estudió la oxidación celular y descubrió la vitamina C en 1927.
En 1937 recibió el Premio Nobel de Fisiología y Medicina por sus descubrimientos en relación con los procesos de combustión biológica, en especial los referidos a la vitamina C y la catálisis del ácido fumárico.

## Biografía
Nació el 16 de septiembre de 1893 en la ciudad de Budapest, capital de Hungría, que en aquellos momentos formaba parte del  Imperio Austrohúngaro. Inició sus estudios de medicina en la Universidad de Budapest, que combinó con sus propias investigaciones en el laboratorio químico de su tío. Debido a la Primera Guerra Mundial, donde sirvió como médico, tuvo que interrumpir sus estudios. Durante la Gran Guerra se disparó en un pie para abandonar el frente, hecho que le permitió finalizar sus estudios el año 1917. 
Inició su investigación científica en la ciudad de Pozsony, hoy en día Bratislava. Cuando la ciudad se convirtió en parted de
Checoslovaquia en enero de 1919, abandonó la villa junto a la mayor parte de población de origen húngaro. Posteriormente desarrolló su investigación en la Universidad de Groningen, centrándose en la química de la respiración celular. Gracias a estos trabajos y a una beca de la Fundación Rockefeller viajó a la Universidad de Cambridge, donde se doctoró en 1927 gracias a su trabajo en el aislamiento del "ácido hexurónico", hoy en día denominado Vitamina C.
Posteriormente, en la Universidad de Szeged utilizó Capsicum annuum como fuente de vitamina C (el L-enantiómero del ácido ascórbico) y se dio cuenta de su actividad anti-escorbútica. El año 1937 fue galardonado con el premio Nobel de Medicina y Fisiología «por su descubrimiento relacionado con los procesos de combustión biológica, con especial referencia a la vitamina C y a la catálisis de los ácidos fumáricos».

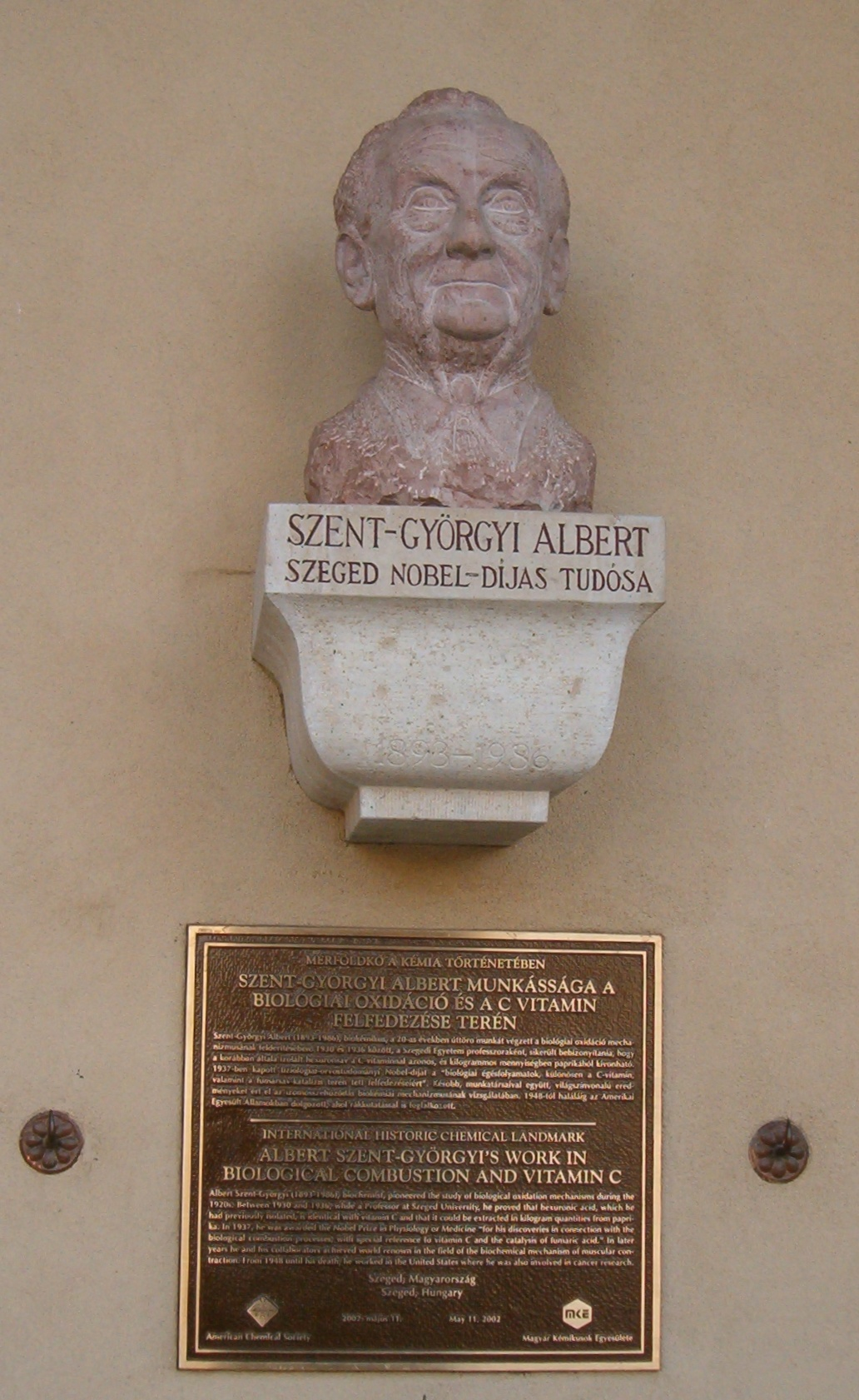
Busto homenaje a Albert Szent-Györgyi.

Durante la Segunda Guerra Mundial participó activamente en la Resistencia húngara. Aunque Hungría se alió con las potencias del Eje, el primer ministro húngaro Miklós Kállay envió a Szent-Györgyi a la ciudad de Estambul el año 1944 para realizar negociaciones secretas con los Aliados.
Adolf Hitler dictó una orden de detención de Szent-Györgyi, pero este se escapó de la Gestapo y permaneció escondido dos años. Después de la guerra recuperó su puesto e incluso se especuló con la posibilidad que los soviéticos lo nombraran primer ministro, por lo que se afilió al Partido Comunista de Hungría y fue elegido miembro del Parlamento a la vez que creó el laboratorio de Bioquímica de la Universidad de Budapest y restableció la Academia de Ciencias de Hungría. Descontento con el gobierno, emigró a los Estados Unidos el año 1947, siendo nombrado ciudadano el año 1955.
Durante su estancia en Norteamérica, creó su propio laboratorio en la ciudad de Woods Hole, situada en el estado de Massachusetts e inició sus investigaciones sobre el cáncer, desarrollando teorías sobre física cuántica aplicadas a la bioquímica de esta enfermedad. Durante la década de los 1970 su búsqueda lo condujo a deducir que los radicales libres eran una causa potencial del cáncer. Murió el 22 de octubre de 1986.
Su cita más célebre: "Descubrir algo significa mirar lo mismo que está viendo todo el mundo y percibirlo de manera diferente".